# Pavel Svoboda
Pavel Svoboda (Praga, 9 aprile 1962) è un politico ceco, europarlamentare nell'VIII legislatura (2014-2019).
È stato membro del Gruppo del Partito Popolare Europeo (Democratici Cristiani). Ha ricoperto per due mandati la carica di Presidente della Commissione giuridica (dal 7 luglio 2014 al 18 gennaio 2017 e dal 24 gennaio 2017 al 1º luglio 2019). Per tutto il periodo del mandato europeo ha fatto parte del partito ceco "Křesťanská a demokratická unie - Československá strana lidová".